# 스타100
스타100 엔터테인먼트(STAR100 Entertainment)는 대한민국의 연예기획사이다. 2016년에 설립되었다. 서울시 강남구 신사동에 있다.

## 소속 아티스트
- 오현철
- 손다솜
- 강수아